# Lucia et le Sexe
Pour plus de détails, voir Fiche technique et Distribution.
Lucia et le Sexe (Lucía y el sexo) est une comédie dramatique espagnole réalisée par Julio Medem, sortie en 2001.

## Synopsis
Ce film traite du souvenir d'un amour emporté par la mort. Venue sur une île de la Méditerranée pour se ressourcer, Lucia pleure le décès de son amant et entreprend une quête intime qui va l'emmener au fil de ses rêves, de ses souvenirs et de ses rencontres à lever le voile de ses mystères et à découvrir les aspects troubles de son ancienne relation amoureuse.

## Fiche technique
- Réalisation : Julio Medem
- Scénario : Julio Medem
- Production : Fernando Bovaira et Enrique López Lavigne
- Musique : Alberto Iglesias
- Photographie : Kiko de la Rica
- Montage : Ivan Aledo
- Pays d'origine :  Espagne
- Langue originale : espagnol
- Durée : 131 minutes (2 h 11)
- Dates de sortie :
  - Espagne : 24 août 2001
  - France : 3 avril 2002

## Distribution
- Paz Vega (VF : Barbara Delsol) : Lucia
- Tristán Ulloa : Lorenzo
- Najwa Nimri : Elena
- Daniel Freire : Carlos
- Elena Anaya (VF : Marion Valantine) : Belén
- Silvia Llanos : Luna
- Diana Suárez : Sex Lava, actrice X, mère de Belén
- Javier Cámara : Pepe
- Juan Fernández : Le chef
- Charo Zapardiel (VF : Frédérique Cantrel) : La sage-femme
- María Álvarez : L'infirmière

- Version française[1]
  - Studio de doublage :
  - Direction artistique : Jean-Marc Pannetier
  - Adaptation : Jean-Marc Pannetier